# باریه چیفلیک
باریه چیفلیک (به صربی: Barje Čiflik) یک منطقهٔ مسکونی در صربستان است که در پیروت واقع شده‌است. باریه چیفلیک ۶۹۳ نفر جمعیت دارد.